# District métropolitain d'Oldham
Le district métropolitain d'Oldham (en anglais : Metropolitan Borough of Oldham) est un district métropolitain du Grand Manchester, en Angleterre. Sa population est de 224 900 habitants pour une superficie de 142 km2.
Il porte le nom de sa principale ville, Oldham, et son territoire inclut les villes de Chadderton, Failsworth, Royton and Shaw et Crompton, le village de Lees et la paroisse civile de Saddleworth.
Le district a été créé en 1974 par le Local Government Act 1972. Il est issu de la fusion du county borough d'Oldham avec les districts urbains de Chadderton, Crompton, Lees et Royton, auparavant dans le Lancashire, et le district urbain de Saddleworth, auparavant dans le Yorkshire de l'Ouest.

## Source
- (en) Cet article est partiellement ou en totalité issu de l’article de Wikipédia en anglais intitulé « Metropolitan Borough of Oldham » (voir la liste des auteurs).